# 캐슬린 윈
캐슬린 오데이 윈(Kathleen O'Day Wynne, 1953년 5월 21일~)은 과거 온타리오주의 주지사이자 온타리오 주의회에 자유당 소속 주의원으로 있는 캐나다 온타리오 주의 정치인이다. 윈은 캐나다 최초의 동성애자이자 온타리오 주 최초의 여성 주지사이기도 하며, 자유당 대표로 나서기 전에 시정주택부 및 원주민부 장관으로 지내기도 하였다.